# Ben Ferencz
Benjamin Berell Ferencz (Csolt, Condado de Szatmár; 11 de marzo de 1920-Boynton Beach, Florida; 7 de abril de 2023), más conocido como Ben Ferencz (también llamado Benjamin B. Ferencz), fue un abogado estadounidense de origen judío-húngaro. Fue investigador de los crímenes de guerra nazis después de la Segunda Guerra Mundial y el fiscal jefe del ejército de los Estados Unidos en el juicio de los Einsatzgruppen (en español, Einsatzgruppen se traduce como "grupos de intervención" o "unidades de intervención"; sin embargo, en la historia y contexto de la Segunda Guerra Mundial, el término se refiere específicamente a las unidades paramilitares de la Alemania nazi responsables de la persecución y exterminio masivo de civiles en Europa del Este, por lo que suele utilizarse sin traducirse), uno de los 12 juicios posteriores de Núremberg celebrados por las autoridades estadounidenses en esa ciudad. Posteriormente, se convirtió en un defensor del Estado de Derecho internacional y de la creación de un Tribunal Penal Internacional. De 1985 a 1996, fue profesor adjunto de derecho internacional en la Universidad de Pace.
Fue el más joven y menos experimentado de los abogados aliados durante los juicios de Núremberg. Sin Ferencz, probablemente no habría habido un solo caso contra los líderes de los Einsatzgruppen.
Axel Fischer, historiador y experto en los juicios de Núremberg, afirmó lo anterior a Deutsche Welle de la siguiente manera:

"Sin Ferencz, este espectacular juicio quizá no habría ocurrido."

Ferencz trabajó hasta mediados de la década de 1950 como abogado en Alemania, con casos de compensación para las víctimas del Holocausto. Fue activista por la paz para evitar que la guerra vuelva a suceder, por lo cual, se retiró de la práctica legal privada y trabajó para el establecimiento de una Corte Penal Internacional.
Algunas de sus declaraciones más destacadas sobre la guerra fueron: "La guerra convierte a personas decentes en asesinos. Sin excepción." y "Cuando dos jefes de estado no se ponen de acuerdo, mandan a jóvenes a matarse entre sí y cuando se cansan de matarse unos se van a casa y otros un rato y comienza de nuevo. Ese es el sistema actual".
En un documental realizado por History Channel sobre los crímenes de guerra en la Segunda Guerra Mundial, Ferencz fue entrevistado en un clip reflexionando sobre los crímenes cometidos por las SS.
Mientras había crisis en los Estados Unidos por los atentados del 11 de septiembre de 2001, Ferencz concedió una entrevista a la National Public Radio y el acontecimiento también lo hizo publicar en su sitio web un artículo titulado: "Después del 11 de septiembre. Reflexiones sobre lo que se puede hacer".
En una entrevista en la ZDF en 2007 dijo que "Guantánamo estará tan asociado a la tortura por los estadounidenses como Auschwitz a Alemania". El 20 de noviembre de 2020, fue entrevistado por Ingo Zamperoni en ARD Tagesthemen.
En 2009, Ferencz recibió el Premio Erasmus junto con el jurista italiano Antonio Cassese, quien fue el primer jefe del Tribunal Penal Internacional para la ex-Yugoslavia.
En noviembre de 2014, la Escuela de Derecho Harvard en donde estudió Ferencz cuando era joven lo condecoró con la Medalla de la Libertad (el anterior ganador había sido Nelson Mandela).
El 6 de diciembre de 2016, el presidente Barack Obama pronunció al final de su discurso de despedida de las Fuerzas Armadas de los Estados Unidos: "Cuando los nazis fueron derrotados, los juzgamos. Algunos no podían entenderlo; nunca había ocurrido antes. Pero, como dice uno de los abogados estadounidenses que estuvo en Núremberg, 'estaba tratando de demostrar que el Estado de Derecho debe regir el comportamiento humano'. Y al hacerlo, ampliamos el ámbito y el alcance de la justicia en todo el mundo. Nos mantuvimos como un faro y un ejemplo para los demás". No mencionó a Ferencz, pero se refería a una entrevista que dio en octubre de ese mismo año a NPR.
En 2017, el Ayuntamiento de La Haya reconoció su trabajo poniendo su nombre en el sendero del Palacio de la Paz.
En 2022, la senadora Kirsten Gillibrand, el senador Ben Cardin y el líder de la mayoría del Senado Chuck Schumer presentaron un proyecto de ley para otorgarle a Ferencz la Medalla de Oro del Congreso de los Estados Unidos siendo aprobado por los congresistas Lois Frankel, Joe Wilson, Jim McGovern y Chris Smith. Recibió el premio en diciembre de ese año.

## Primeros años y educación

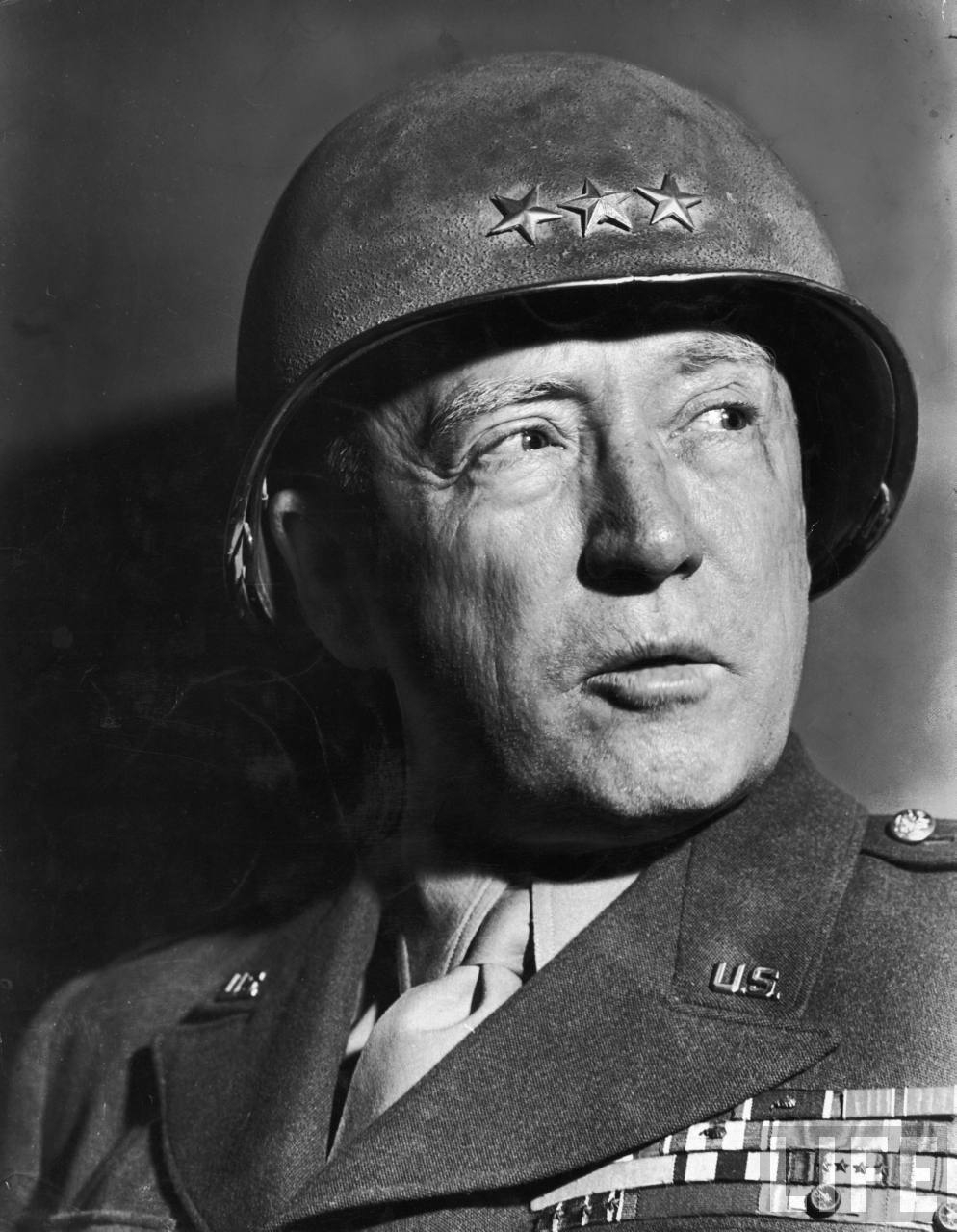
Cuando Ferencz terminó sus estudios en la Universidad de Harvard, hizo su servicio militar y después fue trasladado al cuartel del general George Patton (en la imagen, s/f).

### Familia
Benjamin Berell Ferencz nació en una familia judía el 11 de marzo de 1920 en Csolt, condado de Szatmár, Reino de Hungría, situado cerca de la histórica región de Transilvania (hoy parte de Șomcuta Mare, Rumanía). Unos meses más tarde, Transilvania fue cedida a Rumanía en virtud del Tratado de Trianón (1920), resultado de la Primera Guerra Mundial. Las fuerzas húngaras se retiraron de Transilvania después del armisticio y las fuerzas rumanas tomaron el control. El 29 de diciembre de 1919, la Asamblea Nacional de Rumania ratificó la fusión de Transilvania con Rumania. El Tratado de Trianon estableció las fronteras con el acuerdo de las grandes potencias. El dictado le costó a Hungría 2/3 de su territorio.
La fecha exacta de su nacimiento es incierta, porque no se registró por escrito.
Ferencz y su familia emigraron de Transilvania a Nueva York en enero de 1921 cuando él tenía 10 meses. Su hermana, dos años mayor, nació en Hungría y él en Rumanía (aunque nacieron en la misma casa). Se convirtió en ciudadano estadounidense con su padre en 1933. Algunas fuentes afirman que la ciudad natal de Ferencz todavía era húngara cuando nació.
Los padres abandonaron Rumania para escapar de la persecución de los judíos húngaros por Rumanía después de que esta obtuviera el control formal de Transilvania y de Hungría oriental. El padre era casi analfabeto y apenas podía hablar inglés cuando llegaron a Nueva York; era zapatero, pero no consiguió trabajo en Estados Unidos porque allí la producción de calzado se hacía con máquinas que él no dominaba. Los padres no practicaban la religión, pero la familia se adhirió a las costumbres judías básicas. Los padres Joseph y Shari se divorciaron cuando él era pequeño.
La familia se instaló en Nueva York, donde vivió en el Lower East Side de Manhattan.

### Educación
Creció en un barrio pobre en Hell's Kitchen y el Bronx, Nueva York. En casa hablaban yiddish y Benjamin apenas podía hablar inglés cuando empezó la escuela. Aprendió varios idiomas en la escuela secundaria, incluido un francés tan bueno que se desempeñó como intérprete en Normandía durante la Segunda Guerra Mundial.
Ferencz estudió prevención del delito en el City College de Nueva York (que era gratuito y popular entre los inmigrantes pobres dotados, conocido como el "Harvard de los pobres"), y el resultado de su examen de derecho penal le valió una beca para la Facultad de Derecho de Harvard. En Harvard, estudió con Roscoe Pound y también investigó para Sheldon Glueck que, en ese momento, estaba escribiendo un libro sobre los crímenes de guerra y contribuyó a la redacción de la Carta de Londres, que fue la base de los Juicios de Núremberg. Ferencz se graduó en Harvard en 1943. Tras sus estudios, se alistó en el ejército estadounidense. 
En 1945, fue trasladado al cuartel general del Tercer Ejército del General Patton, donde se le asignó un equipo encargado de crear una rama de crímenes de guerra y de recoger pruebas de dichos crímenes. En esa función, fue enviado a los campos de concentración que habían sido liberados por el ejército estadounidense.

## Segunda Guerra Mundial

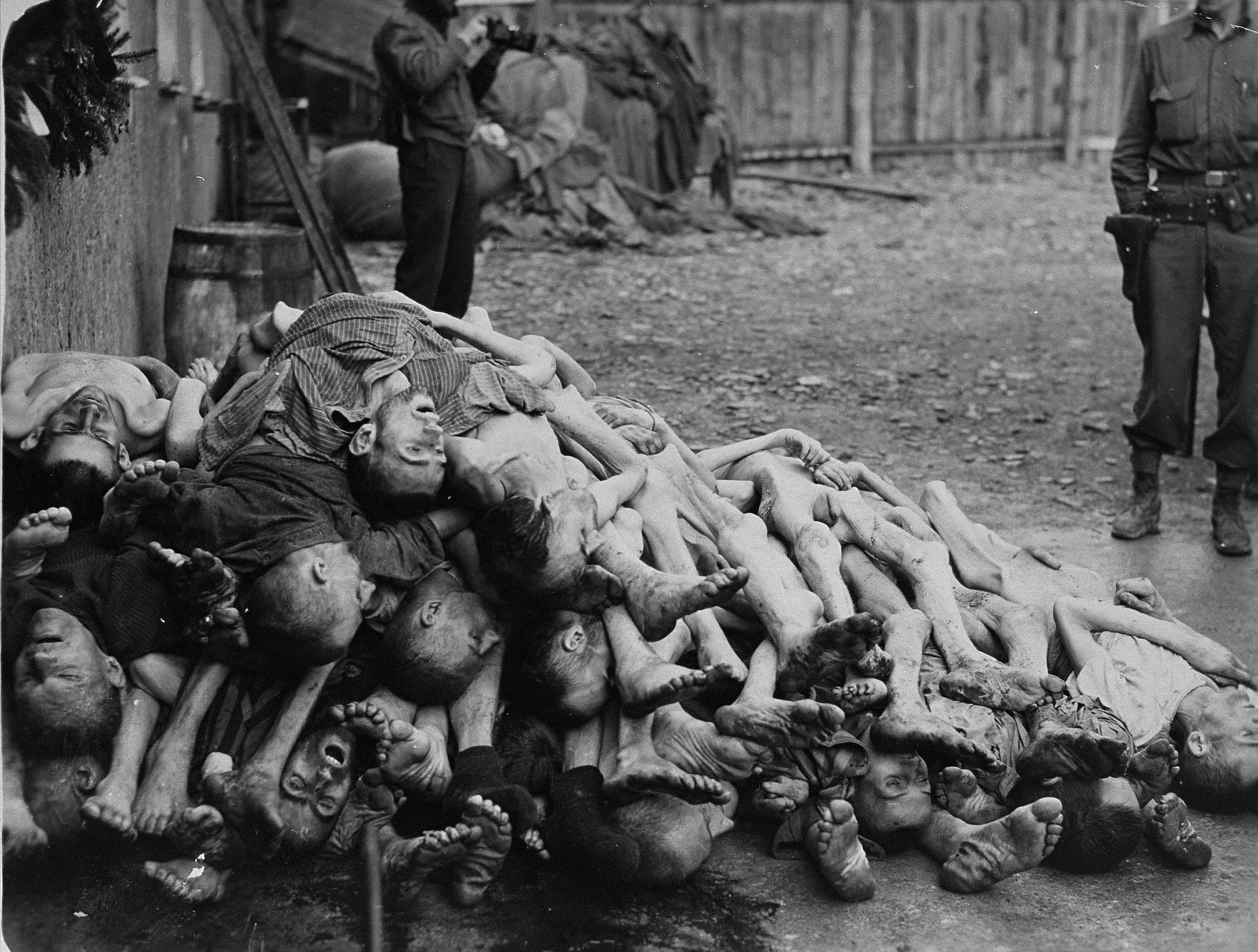
Los montículos en Buchenwald que Ferencz vio con sus propios ojos.

Mientras estudiaba en su primer semestre, las tropas japonesas realizaron el Ataque a Pearl Harbor y él junto a varios de sus compañeros se fueron a alistarse en el ejército. Quería ser piloto, pero el Cuerpo Aéreo del Ejército no lo aceptó debido por su baja estatura, así que decidió continuar con su estudios hasta que se graduó y ya después se alistó en el Ejército de los Estados Unidos.
Su etapa como soldado en el ejército comenzó de forma sombría con un trabajo como mecanógrafo en Camp Davis, en Carolina del Norte. En aquella época, no estaba familiarizado con el uso de una máquina de escribir y no sabía disparar un arma. Sus tareas laborales también consistían en limpiar sin miramientos los retretes y fregar ollas y suelos. En 1944, sirvió en el 115.º Batallón de Cañones AAA, una unidad de artillería antiaérea.
Participó como cabo en el desembarco del ejército estadounidense en Normandía en la playa de Omaha, la ofensiva de las Ardenas y la batalla del puente Remagen. Recibió cinco estrellas de combate por no haber muerto ni salir herido durante las tres batallas importantes en la que Ferencz fue partícipe allá en Europa aunque él mismo dice que no fue por su valentía ya que reconoce que se escondía en detrás de los tanques de guerra en cada batalla.
En febrero de 1945, fue trasladado al cuartel general del general Patton con la tarea de establecer una oficina para la investigación y enjuiciamiento de criminales de guerra. Estuvo presente en la liberación, o poco después de la liberación, de los campos de concentración de Buchenwald, Mauthausen, Flossenburg y Ebensee. En los campos de concentración tenía, entre otras cosas, la tarea de recoger pruebas. 
Ferencz dijo que al familiarizarse con el informe desclasificado de la Masacre de Chenogne de la Batalla de las Ardenas: "Me huele a encubrimiento, por supuesto".
En Ebensee, fue testigo de cómo uno de los guardias era torturado hasta la muerte por los prisioneros liberados. En la investigación de crímenes de guerra, amenazó en algunos casos con disparar a los testigos que no hablaran, sin saber que la información obtenida mediante tales amenazas no sería válida en los tribunales. Ferencz fue a Berghof, la casa de campo parcialmente bombardeada del dictador alemán Adolf Hitler, en busca de documentos. Ferencz participó en la investigación de IG Farben y cuenta cómo, a través de la persuasión y la suerte, logró obtener documentos sobre las actividades de IG Farben durante la guerra.
Ferencz dijo al biógrafo Tom Hofmann más tarde que en el momento de ver el asesinato del guardia no estaba en condiciones de detener el proceder de la turba, y admitió francamente que no se había sentido inclinado a intentarlo. Hofmann añade: "Parecía no haber límite para la brutalidad humana en tiempos de guerra".
Ferencz también participó en la búsqueda de arte robado y otros objetos de valor. Se graduó como sargento en diciembre de 1945 y fue enviado de regreso a los Estados Unidos. "Que yo sepa, fui el primero del ejército estadounidense que se ocupó de los crímenes de guerra", dijo el propio Ferencz echando la vista atrás. Investigó los linchamientos de los pilotos aliados e investigó los campos de concentración alemanes inmediatamente después de la liberación.
El propio Ferencz vio los montículos en Buchenwald poco después de que el tercer ejército de los Estados Unidos al mando de George S. Patton liberara el campo. "Fue una experiencia indescriptible y horrible. Era como si hubiera mirado al infierno. Por eso sigo luchando para que no vuelva a pasar”, dijo luego Ferencz.
Las investigaciones que realizó Ferencz sirvieron para que los fiscales de los Juicios de Núremberg, obtuvieran las pruebas necesarias para poder comprobar que se habían cometido crímenes perpetrados por los nazis. Varios de los documentos con pruebas fueron útiles para juicios contra los miembros que colaboraron con los asesinatos cometidos por Adolf Hitler, que incluían a varios criminales de guerra como Rudolf Hess y otros.

### Posguerra
En 1946, como civil, fue llevado de regreso a Alemania para ayudar al general Telford Taylor, fiscal jefe de los Estados Unidos en los juicios de Núremberg, con los casos de crímenes de guerra. En Berlín, Ferencz y su equipo de unas 50 personas buscaron documentación entre ruinas y edificios preservados, pero gran parte fue destruida, en parte con la intención de ocultar rastros. El aparato estatal alemán y el partido habían sido tan minuciosos y sistemáticos con el papeleo que gran parte seguía intacta. Uno de los hallazgos más grandes fue un gran almacén subterráneo debajo de una villa en Dahlem en Berlín, donde había diez millones de carpetas completamente conservadas del NSDAP (Partido Nazi) y las Schutzstaffel (SS). Los documentos incluyen, entre otras cosas, archivos de personal para todos los oficiales de las SS. Estos documentos se utilizaron en los juicios de Núremberg en curso y en la preparación de casos posteriores.
Ferencz fue jefe de la sucursal de Berlín de la Office of Chief Counsel for War Crimes.

## Fiscal del juicio de Núremberg

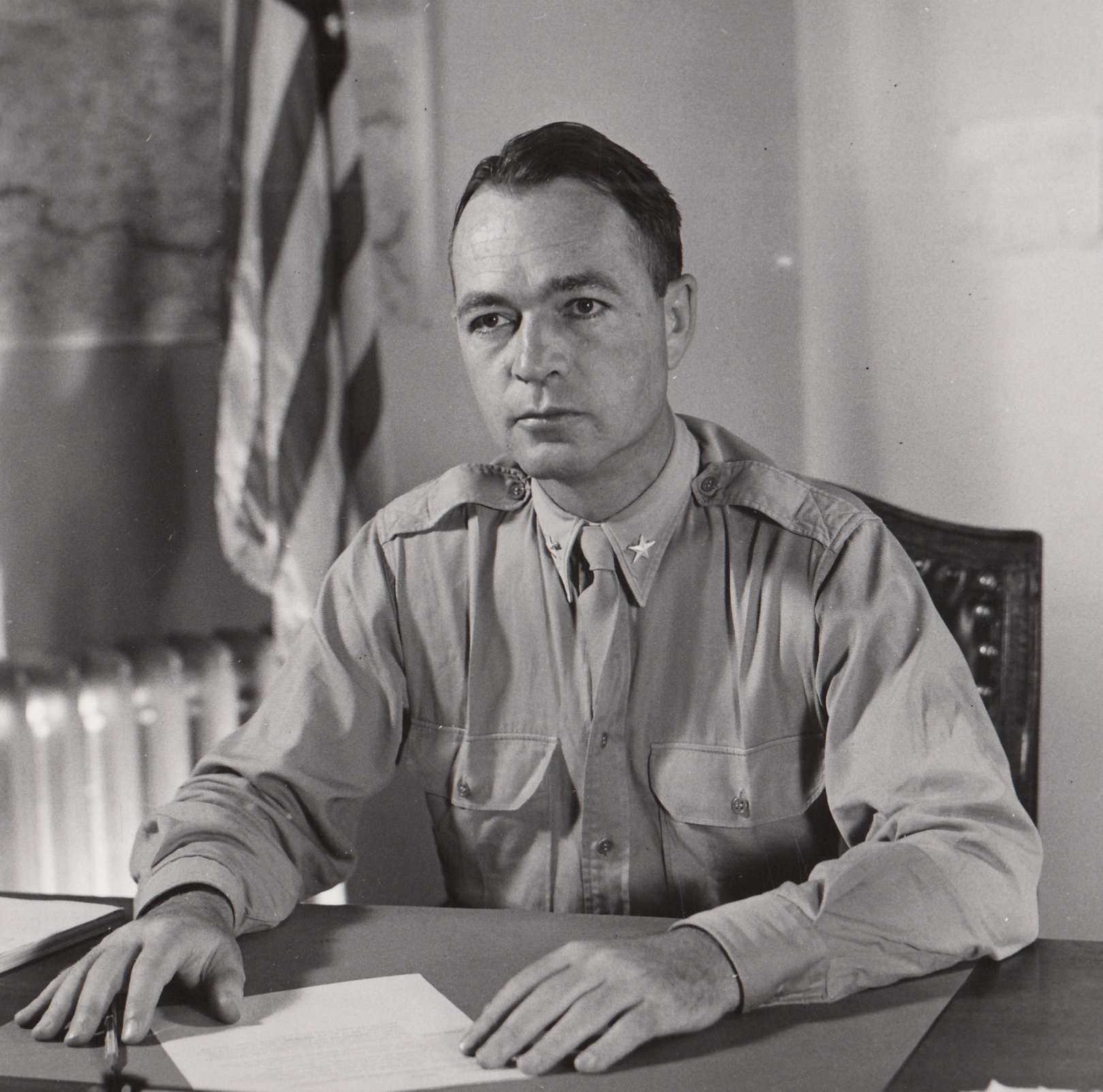
Telford Taylor nombró a Ferencz fiscal principal en el juicio a los Einsatzgruppen.

### Investigaciones iniciales
La unidad estadounidense 6889th BDC (Centro de Documentos de Berlín) aseguró los archivos en Berlín a partir de 1945 por orden del general Lucius D. Clay, archivos asegurados del Reich y de las autoridades nazis. Su principal tarea era suministrar a la administración de los cuatro poderes los documentos administrativos necesarios. La atención a la documentación y el enjuiciamiento de los crímenes nazis solo se desarrolló gradualmente con la entrega de los registros administrativos a las autoridades bizonales y luego a las alemanas. La 6889.ª BDC constituyó así el origen del Centro de Documentos de Berlín. El 3 de septiembre de 1945, la 6889.ª BDC se incautó de dos toneladas de documentos en la cuarta planta del cuartel general de la Gestapo en la Prinz-Albrecht-Strasse de Berlín (hoy Topografía del Terror). Los documentos contenían, entre otras cosas, 578 carpetas de archivos de los inventarios de la RSHA y la Gestapo. Doce de los expedientes (números E316 y E325-E335) contenían un conjunto casi completo de informes de eventos de la URSS e informes de los territorios orientales ocupados. A partir de ese momento, los informes de los Einsatzgruppen estaban en posesión de los estadounidenses, pero no fueron descubiertos hasta un año después: a finales de 1945, había más de 1600 toneladas de documentos en diversas ubicaciones de las unidades del Centro de Documentos en la zona estadounidense; según la estimación de Ferencz, solo la BDC de Berlín tenía entre ocho y nueve millones de documentos incautados bajo su custodia. La criba de los expedientes avanzó lentamente. Por lo tanto, los informes de los Einsatzgruppen aún no eran conocidos por la fiscalía en el principal juicio por crímenes de guerra de Núremberg y no constituían una prueba en el mismo.
En la Navidad de 1945, Ferencz fue dado de baja honorablemente del Ejército con el rango de sargento. Regresó a Nueva York, pero fue reclutado solamente unas semanas más tarde para participar como fiscal (y ahora convertido en coronel de pleno derecho como parte de su acuerdo para ir) en los posteriores juicios de Núremberg en el equipo legal de Telford Taylor. Taylor le nombró fiscal jefe en el juicio a los Einsatzgruppen -el primer caso de Ferenc-. Los 22 hombres juzgados fueron condenados; 13 de ellos recibieron penas de muerte, de las cuales cuatro se ejecutaron finalmente. Aparte de Alemania Oriental, fueron las últimas ejecuciones realizadas en suelo alemán, y en la República Federal de Alemania.
El profesor de derecho penal Sheldon Glueck, con el que Taylor había estudiado en la Facultad de Derecho de Harvard (HLS), recomendó al joven graduado de la HLS Benjamin Ferencz como un "estudiante prometedor" que ya había adquirido experiencia en la resolución de crímenes de guerra en la Fiscalía de Alemania desde febrero de 1945. Ferencz fue desmovilizado a finales de 1945 y regresó a Estados Unidos. El 20 de marzo de 1946, Ferencz aceptó la oferta de Taylor y pasó a ser investigador civil de crímenes de guerra en la OCCWC. Ferencz solo tenía 26 años. Llegó a Alemania a mediados de 1946. Taylor le envió inmediatamente a Berlín, donde Ferencz debía crear un equipo de investigadores. Su tarea incluía el examen de los documentos confiscados por las autoridades nacionalsocialistas en cuanto a su utilidad para los juicios de seguimiento de Núremberg. El 16 de agosto de 1946, Taylor nombró a Ferencz para dirigir la rama berlinesa del OCCWC.

### Fondo

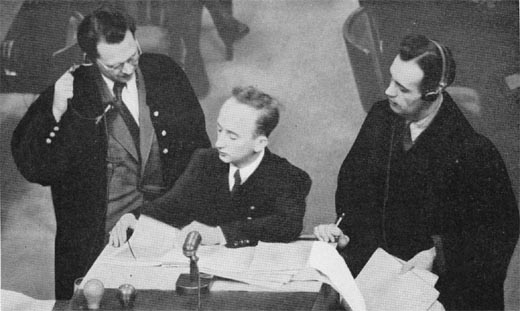
Del proceso Einsatzgruppen, Ferencz de pie en el medio (solo mide 154 cm de altura) junto a Rudolf Aschenauer (derecha) y Friedrich Bergold, respectivamente.

Estados Unidos finalmente se dio cuenta de que no era posible procesar a tantos criminales de guerra como se había previsto al final de la guerra. El juicio de los Einsatzgruppen incluyó a 24 líderes de los Einsatzgruppen y fue el único de los doce juicios de Núremberg que se ocupó únicamente del Holocausto. Todos fueron acusados de (1) crímenes de lesa humanidad, (2) crímenes de guerra y (3) pertenencia a una organización criminal (SS, SD o Gestapo). Los grupos de trabajo eran unidades especiales en Schutzstaffel (SS), bajo el Sicherheitsdienst (SD). Sirvieron como escuadrones de la muerte, especialmente detrás del frente en las partes conquistadas de la Unión Soviética, donde llevaron a cabo asesinatos masivos de judíos (hombres, mujeres y niños) y otros civiles. Inicialmente, no se planeó ningún caso contra los líderes de los Einsatzgruppen, según Ferencz.
El proceso del Tribunal Militar Internacional contra el mariscal de campo alemán Hermann Göring y otros destacados nazis ya estaba en marcha bajo la dirección del fiscal estadounidense Robert H. Jackson, que estaba de baja en el Tribunal Supremo de Estados Unidos. Los Estados Unidos habían decidido procesar a una amplia sección de criminales nazis una vez que el juicio contra Goering y sus secuaces hubiera terminado.
Cerca del Tempelhof, en un edificio perteneciente al Ministerio de Asuntos Exteriores de Berlín, los Aliados encontraron en la primavera de 1946 informes que detallaban, día a día, los asesinatos de al menos un millón de personas por parte de los Einsatzgruppen desde junio de 1941. Hubo un total de 195 dichos informes (Ereignismeldungen) de las actividades de Einsatzgruppen en el campo 1941-1943. Ferencz presentó como ejemplo la documentación de la masacre en Babi Yar.
Ferencz dató el descubrimiento de los informes de los Einsatzgruppen a finales de 1946/principios de 1947. Un miembro de su equipo del OCCWC le había mostrado varias carpetas de Leitz que contenían un conjunto numerado de los informes originales mimeografiados. Ferencz reconoció inmediatamente la importancia de los informes como prueba, voló a Núremberg y los presentó a Taylor. La primera referencia escrita a los informes de los Einsatzgruppen en los documentos del OCCWC está fechada el 15 de enero de 1947. De marzo a abril de 1947, el equipo de Ferencz analizó los informes de los Einsatzgruppen. Cuando se compararon los autores identificados en el proceso con los registros de personal de los prisioneros de guerra en manos de los estadounidenses, resultó que algunos de los ahora buscados ya habían sido liberados como "libres de cargas", incluido Heinz Schubert.
Taylor vaciló, ya que había escasez de personas y dinero. Ferencz recibió una señal clara para iniciar un proceso penal, a cambio de que lo hiciera él mismo. De marzo a julio de 1947, Ferencz y sus ayudantes trabajaron para preparar el caso. Entre otras cosas, tenían que localizar a los sospechosos, buscar la extradición de los sospechosos, reunir más pruebas e interrogar a los posibles testigos. Los informes de los Einsatzgruppen fueron decisivos, pero no probaron necesariamente la culpabilidad individual, y la acusación también tuvo que basarse en la deducción de quién dirigió qué unidad en qué momento. En la práctica, estos líderes fueron acusados de un total de más de un millón de asesinatos. Los 24 estaban bien educados, seis de ellos tenían doctorados, el SS-Brigadeführer Otto Rasch tenía dos doctorados. Rasch fue un abogado alemán y líder responsable de la masacre de Babij Jar.

Me senté en la oficina con una pequeña calculadora y comencé a contar cuántas personas habían sido asesinadas a sangre fría. Cuando llegué a un millón, dije que es suficiente para mí. Volé de Berlín a Núremberg para reunirme con Telford Taylor, que entonces era general. Y dije que tenemos que empezar otra demanda.
Ferencz

Los Einsatzgruppen estaban formados por 3.000 personas, y las fuerzas de ocupación estadounidenses en ese momento solo tenían la capacidad de procesar a una selección simbólica de figuras destacadas (había un total de 84 líderes en los Einsatzgruppen), según el propio Ferencz tenían motivos para procesar a cientos de personas de los Einsatzgruppen, los 24 acusados eran solo una pequeña muestra. Los sospechosos tenían que estar disponibles porque ya estaban bajo custodia estadounidense o podían ser fácilmente extraditados de otras zonas de ocupación. Había 24 asientos en la sala del tribunal y, por lo tanto, comenzaron con 24 nombres; uno murió y otro se suicidó antes de que comenzara el caso. Para Ferencz, debido a una tensa relación entre las grandes potencias, no era adecuado dejar el asunto en manos de la Unión Soviética, a pesar de que allí se cometieron los crímenes.
Ferencz se reunió junto con los defensores de Otto Ohlendorf y Ernst Biberstein, Rudolf Aschenauer y Friedrich Bergold. Aschenauer había sido miembro del NSDAP y SA, y en el período de posguerra se involucró en la actividad política radical de derecha. Aschenauer defendió a acusados nazis en una serie de casos en las décadas de 1950 y 1960. Aschenauer participó en la organización Stille Hilfe, que trabajaba para la liberación de hombres de las SS condenados.
Cuando Ferencz presentó por primera vez los informes de los Einsatzgruppen a su superior Taylor a principios de 1947, este se negó inicialmente a iniciar un juicio adicional de los Einsatzgruppen porque simplemente no había suficiente personal, presupuesto y tiempo para llevar a cabo más que los juicios de seguimiento ya planificados. No está claro qué fue exactamente lo que llevó a Taylor a cambiar de opinión; puede que fuera la urgencia de la presentación de Ferencz o las claras pruebas basadas en los informes de los Einsatzgruppen; en cualquier caso, Taylor cambió el juicio previsto contra Ohlendorf y un grupo poco definido de autores de alto rango de las SS: El juicio iba a tratar ahora solo de los Einsatzgruppen en la Unión Soviética ocupada, y solo Ohlendorf iba a seguir siendo acusado. El 22 de marzo de 1947, Taylor nombró Ferencz como fiscal principal del juicio, a los 27 años el fiscal principal más joven de los Juicios de Núremberg. Este fue el nacimiento formal del juicio de los Einsatzgruppen.
Ferencz escribió más tarde que Taylor le dio "su" juicio con una condición: nada de nuevas contrataciones de fiscales o investigadores en el OCCWC; el juicio tenía que celebrarse dentro del presupuesto (de personal) y el plazo ya establecidos. Ferencz consiguió que cuatro fiscales de los juicios paralelos de la sucesión de Núremberg participaran en su juicio: Arnost Horlik-Hochwald, originario de la República Checa, Peter Walton de Georgia, John Glancy de Nueva York y James Heath de Virginia. Estos asociados no formaban la élite de la fiscalía militar estadounidense; los demás fiscales superiores tendían a delatar a sus asociados inferiores. James Heath, en particular, aunque era un fiscal experimentado, tenía un grave problema con la bebida. En un principio, Taylor quería despedir a Heath, pero Ferencz, que había compartido habitación con Heath en Núremberg, le dio una oportunidad.
Debido a su estado de salud (enfermedad de Parkinson muy avanzada), Otto Rasch fue transportado en camilla. El caso contra Rasch se detuvo después de unos meses debido a su salud. Ferencz mencionó más tarde lo siguiente:

Él [el abogado de Rasch] dijo, mi cliente [Otto Rasch] no puede ser juzgado. Y dije, ¿por qué no? Dijo que está enfermo. Dije, ¿qué tiene? Dijo que tiene la enfermedad de Parkinson. Dije, ¿qué es la enfermedad de Parkinson? Dijo que está temblando. Dije, si matara a tanta gente, yo también estaría temblando. Dije, ¿está respirando? Él dijo: Sí, está respirando. Dije, si está respirando, voy a acusar al hijo de puta.

### La prueba

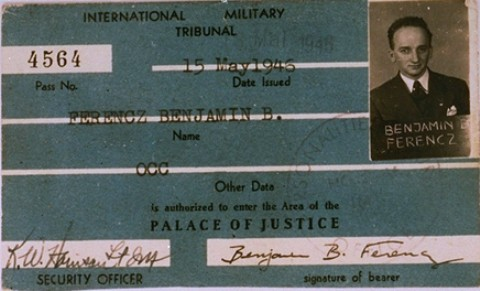
Tarjeta de servicio de Ferencz para el IMT, 15 de mayo de 1946.

Ferencz, como fiscal superior abrió el juicio principal con la presentación de la acusación. A pesar de la importancia del juicio y de la cifra de al menos seis cifras de víctimas de asesinato, la fiscalía solo tardó dos días de juicio en presentar sus pruebas. Fueron 253, consistentes casi exclusivamente en extractos de los "informes de actividad y situación" de los Einsatzgruppen, así como en declaraciones juradas de los acusados. El tiempo inusualmente corto de dos días para la toma de pruebas se explica tanto por la solidez de las mismas como por la dificultad de citar a los testigos de cargo de la Unión Soviética de Iósif Stalin o incluso de realizar investigaciones in situ. Por ello, la acusación solo presentó dos testigos, Rolf Wartenberg, interrogador del OCCWC, y François Bayle, de la Marina francesa, que actuó como perito calígrafo.

Los acusados en el banquillo eran los crueles verdugos, cuyo terror escribió la página más negra de la historia humana. La muerte era su herramienta y la vida su juguete. Si estos hombres son inmunes, entonces la Ley ha perdido su significado y el hombre debe vivir con miedo. (Los acusados eran verdugos brutales que crearon horrores inscritos en el lado más negro de la historia humana. La muerte era su herramienta y la vida su juguete. Si estos hombres son inmunes, la ley ha perdido su significado y el hombre debe vivir con miedo).
-Introducción de Ferencz al juicio del Einsatzgruppe, citado por Antonio Cassese en su informe a la ONU sobre los tribunales de crímenes de guerra para Yugoslavia y Ruanda

Ferencz basó todo el caso Einsatzgruppe en documentos y no utilizó testigos presenciales, aunque fácilmente podría haber reunido a docenas. No se conocía la filmación de las masacres en Ucrania cuando se presentó el caso y Ferencz vio las grabaciones más de 60 años después. Ferencz pasó solo dos días presentando las evidencias contra los 22. Ferencz describe a los acusados como inteligentes y patriotas, y cree que no eran salvajes. "Estas personas nunca habrían sido asesinos si no hubiera sido por la guerra", dijo.
Ferencz desempeñó un papel limitado en las actividades diarias de la sala del tribunal después de presentar la evidencia en estos dos escasos días y no usar testigos. El caso se prolongó porque todos los acusados querían testificar. El juez Michael Musmanno a menudo se hizo cargo del interrogatorio de los testigos de la defensa cuando la acusación de Ferencz se quedó corta. Ferencz no quería interrogar al SS-Gruppenführer Otto Ohlendorf, el principal acusado en el caso, y se lo dejó a su colega James Heath, pero Heath no dominó a Ohlendorf. Cuando Musmanno no quedaba satisfecho con la respuesta de Ohlendorf a la pregunta de Heath, él mismo intervenía y haciéndole preguntas más agudas de seguimiento a Ohlendorf. Según el propio relato de Ferencz, Musmanno lo atropellaba constantemente cuando protestaba contra las pruebas presentadas por los defensores. La defensa podía presentar las pruebas que quisiera, incluso "los hábitos de los pingüinos", según el juez, que recibió el sobrenombre de "regla del pingüino". Dejó que todos dijeran lo que quisieran para mostrarle al mundo que era un proceso justo.
A Ferencz, Musmanno le expresó en una carta tras el anuncio del veredicto que sentía que la imposición de la pena de muerte era una "carga insoportable" para su conciencia. Musmanno pasó noches sin dormir pensando en mirar a una persona a la cara y anunciarle que tenía que morir. Musmanno, de origen italoestadounidense y católico, pidió apoyo espiritual a un viejo amigo, el capellán del ejército estadounidense Francis Konieczny.
El juez Musmanno era un católico devoto y se dice que pasó una semana en un convento antes de dictar su condena. Ferencz no presentó una demanda por una sentencia específica porque no logró averiguar cuál era la sentencia en relación con un crimen de tal magnitud, era imposible equilibrar la vida de los acusados contra el millón de personas que habían asesinado. Telford Taylor pronunció el discurso de clausura de la acusación y sólo pidió firmeza y no indulgencia por tal crimen. De las 175 páginas del veredicto, 55 páginas eran una discusión sobre la autoridad legal y señalaban que la fiscalía no inventó el asesinato como delito.

Este fue el trágico cumplimiento de un programa de intolerancia y arrogancia. La venganza no es nuestro objetivo, ni buscamos simplemente una justa retribución. Pedimos a este Tribunal que afirme mediante una acción penal internacional el derecho del hombre a vivir en paz y con dignidad, independientemente de su raza o credo. El caso que presentamos es un alegato de humanidad ante la ley.

Estableceremos más allá del ámbito de la duda hechos que, antes de la oscura década del Tercer Reich, habrían parecido increíbles.

Sus propios informes mostrarán que la matanza cometida por estos acusados fue dictada, no por la necesidad militar, sino por esa suprema perversión del pensamiento, la teoría nazi de la raza superior. Demostraremos que estos actos de los hombres de uniforme fueron la ejecución metódica de planes de largo alcance para destruir grupos étnicos, nacionales, políticos y religiosos que estaban condenados en la mente nazi. El genocidio, el exterminio de categorías enteras de seres humanos, fue uno de los principales instrumentos de la doctrina nazi.
Breve relato de Ferencz en los juicios

Ferencz anunció antes del juicio que éste debería ayudar a procesar como genocidio en el futuro el asesinato de personas por motivos raciales, religiosos y políticos. La sentencia incluía la "re-proclamación y el desarrollo de principios internacionales" que deberían ser "igualmente vinculantes para los individuos y las naciones".

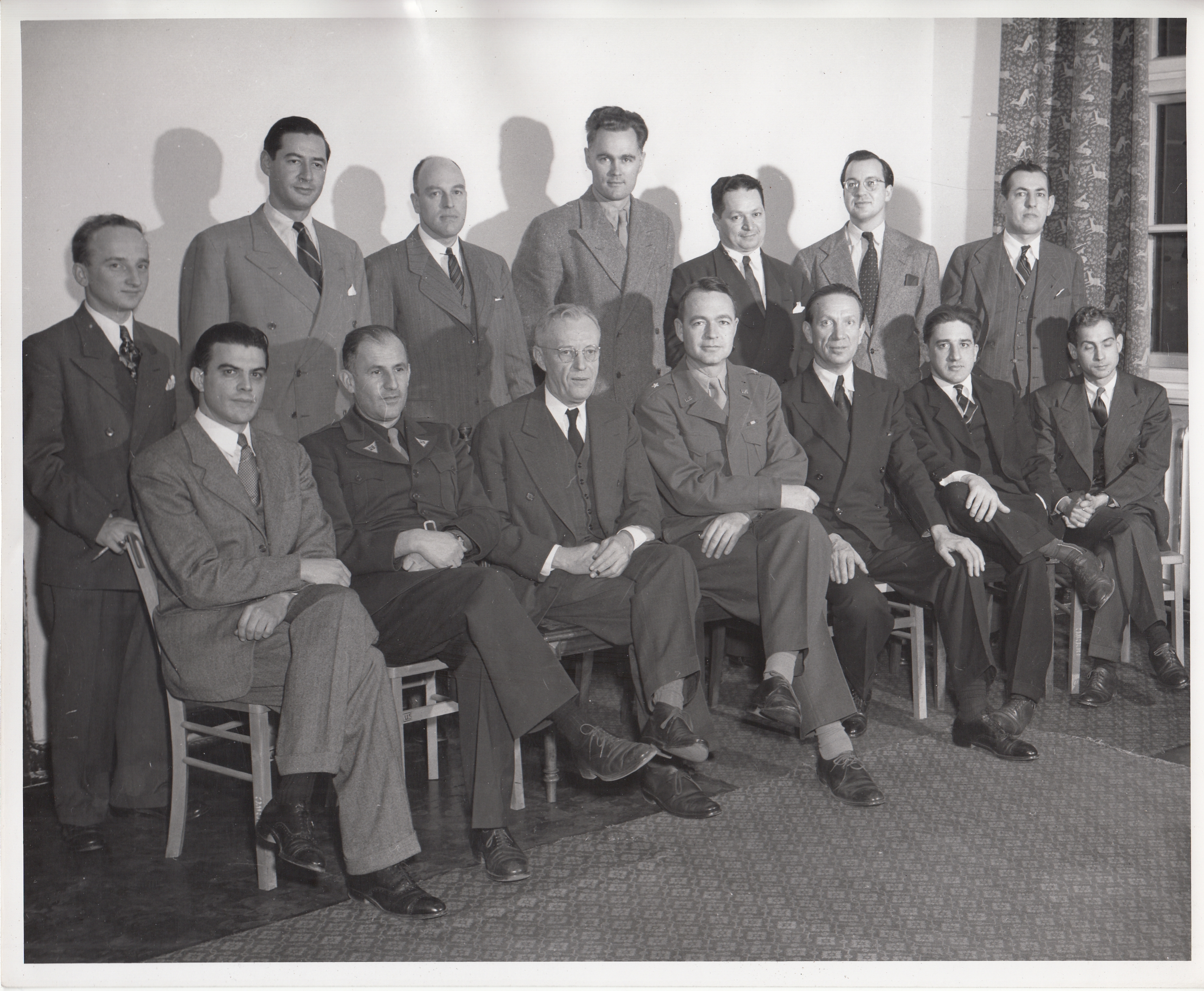
Ferencz (a la izquierda), junto a fiscales y diputados en la Oficina del Abogado Jefe para Crímenes de Guerra durante los juicios.

El tribunal encontró a todos culpables de todos los cargos, excepto al SS-Hauptsturmführer Felix Rühl y al SS-Oberscharführer Matthias Graf, quienes solo fueron declarados culpables en el punto 3. Nadie fue condenado por genocidio, solo por casos aislados de asesinato. De los 24 acusados, 14 fueron condenados a muerte, incluido Paul Blobel. La mayoría de las condenas a muerte fueron conmutadas por cadena perpetua. Finalmente en 1951 se ejecutó a cuatro de los condenados a dicha pena. Ferencz no participó en el proceso de indulto.
En una entrevista contó que la víspera de su ahorcamiento fue a preguntarle a Otto Ohlendorf (responsable del asesinato de 90.000 judíos) si necesitaba algo o quería hablar y Ohlendorf le contestó: "Ustedes, los judíos americanos, lo pagarán caro". Otto Ohlendorf también argumentó que el asesinato de niños judíos era necesario porque, al saber cómo murieron sus padres, crecerían para odiar a Alemania. Ferencz señaló que Ohlendorf fue uno de los pocos acusados en Núremberg que aparentemente dijo la verdad. Con base a esto, la defensa se esforzó en  garantizar que la explicación de los otros acusados estuviera fundamentada y no se desviara de la de Ohlendorf.
Tras el Juicio a los Einsatzgruppen, tuvo también una participación como abogado especial en el Juicio Krupp, sobre Alfried Krupp, contando también con Taylor como Jefe de Abogados de la Fiscalía y con H. Russell Thaye como abogado litigante.
Según Ferencz, "Núremberg me enseñó que crear un mundo de tolerancia y compasión sería una tarea larga y ardua. Y también aprendí que si no nos dedicamos a desarrollar un derecho mundial eficaz, la misma mentalidad cruel que hizo posible el Holocausto podría destruir algún día a toda la raza humana."

### Legado de Ferencz en los juicios
En 2002, Lutz Hachmeister y el historiador de Landsberg Anton Posset realizaron un documental sobre la importancia histórica de la prisión de Landsberg y el discutido tema local de los criminales de guerra. Benjamin Ferencz fue entrevistado por primera vez en muchos años y habló sobre el juicio de Alfried Krupp.
En 2006 se estrenó el documental titulado Nuremberg: The Nazis Facing their Crimes donde se restauraron imágenes de los juicios y Ferencz fue entrevistado con otros 3 participantes en Núremberg: Ernst Michel, Budd Schulberg y Richard Sonnenfeldt.
Ferencz representó a la fiscalía y Michael Musmanno presidió el tribunal. El proceso formó un patrón, entre otras cosas, para el caso contra el oficial de las SS Adolf Eichmann en 1961 y el presidente serbio Radovan Karadžić en 2016.

## Evaluaciones de Ferencz sobre el acuerdo judicial

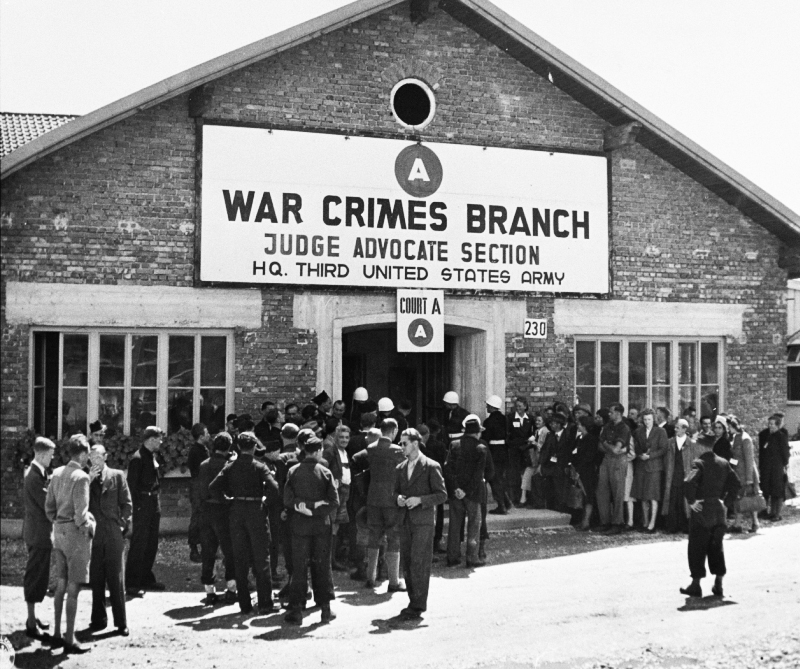
Del proceso de Dachau

El juicio de los Einsatzgruppen fue el único de los juicios de Núremberg que versó esencialmente sobre la complicidad en el genocidio de los judíos y, por lo tanto, es significativo en la historia del Holocausto. De todos los veredictos de Núremberg, este tuvo la mayor cantidad de sentencias de muerte. Fue el menos controvertido de los 12 juicios de Núremberg que sucedieron al juicio principal. La evidencia fue clara y en parte los acusados admitieron abiertamente las acciones de las que fueron acusados. El mismo Ferencz creía que el proceso era consistente con los estándares del debido proceso en la ley continental y estadounidense.
Ferencz experimentó una ausencia total de remordimiento y conciencia por parte de los acusados en el acuerdo judicial (con la posible excepción del Ministro de Armamentos, Albert Speer). Él piensa que los jueces habrían sido más suaves si hubieran visto signos de remordimiento. Ohlendorf presentó buenos argumentos legales, según Ferencz. Ferencz visitó a Ohlendorf en prisión después de que se anunciara el veredicto y preguntó, especialmente teniendo en cuenta a la esposa y los hijos de Ohlendorf, si había algo que pudiera hacer; Ohlendorf respondió con desprecio que los judíos en América sufrirían por este juicio.
Ferencz cree que el acuerdo judicial en Núremberg no fue la justicia de los vencedores; entonces los aliados habrían ejecutado a medio millón de alemanes en lugar de un juicio. Los abogados Robert H. Jackson, Telford Taylor y el resto de la fiscalía de Núremberg querían mostrar lo terrible que había sucedido y no juzgar sin pruebas sólidas. Le complace que el acuerdo judicial estableciera la agresión como un crimen de derecho internacional y desarrollara el concepto de crimen de lesa humanidad. Ferencz cree que la crítica basada en el fallo de los tribunales de Núremberg bajo leyes retroactivas es injusta: los jueces discutieron y rechazaron el tema, no sería correcto dejar escapar a los principales.
Ferencz fue muy crítico con el proceso de Dachau llevado a cabo por el ejército estadounidense. Los juicios de Dachau (alemán: Dachauer Prozesse; inglés: Dachau Trials) fueron 489 casos penales militares contra 1672 presuntos criminales de guerra. Los casos fueron llevados a cabo entre 1945 y 1948 por las fuerzas de ocupación estadounidenses dentro del campo de concentración de Dachau, que luego se había convertido en un campo de internamiento para presuntos criminales de guerra. Consideró que los juicios fueron sumarios y sin seguridad jurídica para los acusados, quienes en varios casos recibieron la pena de muerte. Se ejecutaron unas 100 sentencias de muerte en Dachau.

En junio de 2018, Renee Dopplick de ABA Internacional lo entrevistó y le preguntó ¿Por qué es importante el Estado de Derecho?, A lo que Ferencz respondió: "Núremberg concluyó que la agresión ya no era un acto heroico permisible. Era un crimen internacional, y debía ser castigado como un crimen internacional supremo. Yo lo creo. Fui un soldado de combate en la Segunda Guerra Mundial. Siempre me guie por mi comandante supremo. El general Dwight D. Eisenhower, cuando se convirtió en presidente de los Estados Unidos, declaró: "El mundo ya no puede confiar en la fuerza. Debe confiar en el imperio de la ley, si la civilización ha de sobrevivir".

## Carrera posterior

### Como abogado
Ferencz permaneció en Alemania después de los juicios de Núremberg, junto con su esposa Gertrude, con la que se había casado en Nueva York el 31 de marzo de 1946. Junto con Kurt May y otras personas, participó en el establecimiento de programas de reparación y rehabilitación para las víctimas de las persecuciones de los nazis, y también intervino en las negociaciones que condujeron al Acuerdo de Reparaciones entre Israel y Alemania Occidental, firmado el 10 de septiembre de 1952, y a la primera Ley de Restitución alemana en 1953. En 1956, la familia -ya tenía cuatro hijos- regresó a Estados Unidos, donde Ferencz empezó a ejercer la abogacía como socio de Telford Taylor. Mientras llevaba a cabo las reclamaciones de los trabajadores forzados judíos contra la empresa Flick (objeto del juicio Flick), Ferencz observó el "interesante fenómeno de la historia y la psicología de que muy a menudo el criminal llega a verse a sí mismo como la víctima".

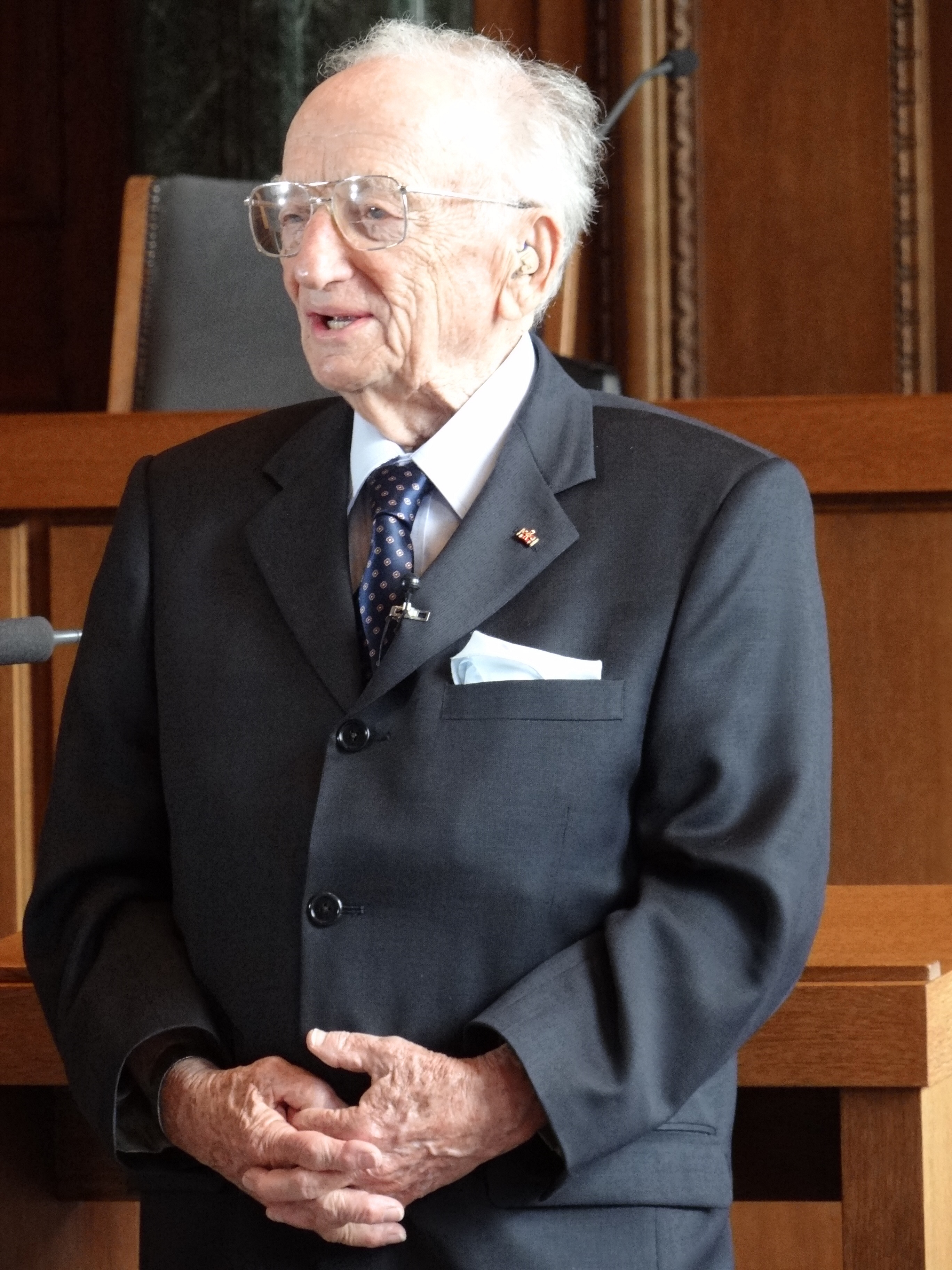
Ferencz en 2012 en la sala 600 donde se realizaron los Juicios de Núremberg.

Fue uno de los pocos abogados estadounidenses que permaneció en Europa después del acuerdo judicial y los hijos de Ferencz nacieron en Núremberg. Vivió en Alemania hasta 1956 y trabajó allí como líder de la Organización Sucesora de la Restitución Judía con esquemas de compensación para las víctimas del Holocausto y para los trabajadores esclavos en la industria alemana. Durante ese período, Ferencz también participó en el Acuerdo de Luxemburgo, que se ocupaba de la compensación por los daños materiales que el nacionalsocialismo había infligido al pueblo judío. Fue asistido, entre otros, por el abogado y banquero estadounidense John J. McCloy, quien canceló las deudas de las víctimas judías. El abogado estadounidense Thomas Buergenthal contactó a Ferencz con una pregunta sobre si podría obtener una compensación por el trabajo esclavo de la fábrica de aviones de Heinkel cuando Buergenthal (10 años) fue internado en Sachsenhausen. El Tribunal Supremo alemán ya había fallado a favor de las empresas alemanas y Ferencz no podía hacer mucho por Buergenthal.
En Nueva York, Ferencz se convirtió en socio del bufete de abogados de Telford Taylor.
Cuando Harry Bridges fue acusado y condenado por un tribunal federal por mentir sobre su pertenencia al Partido Comunista, Ferencz fue su abogado defensor. Tras la muerte de Bridges, la condena fue anulada por el Tribunal Supremo de Estados Unidos.
En 1958 la filántropa Carolyn Ferriday pidió ayuda a Ferencz y de Norman Cousins, quien era editor de la Saturday Review para ayudar a los "Rabbits" quienes eran el grupo de mujeres polacas que habían sido sometidas experimentos médicos en el Campo de concentración de Ravensbrück.
De acuerdo con Ferencz sobre la Guerra de Corea: "no restableció la paz o la democracia en el área como se prometió. Corea sigue dividida."
Ferencz, criticó la guerra de Vietnam diciendo "aunque el Vietnam del Sur no sea un Estado soberano independiente o un miembro de las Naciones Unidas, disfruta igualmente del derecho de legítima defensa, y los Estados Unidos están nombrados para tomar parte en su defensa colectiva".
En los años 1960 sus amigos y admiradores lo apodaron como "El Hombre de La Mancha" por sus trabajos y acciones imposibles en la búsqueda por la paz.
En 1970, el B'nai B'rith realizó un evento en honor al jurista ganador del Premio Nobel de la Paz, René Cassin, Ferencz participó en el evento junto al crítico literario John Carey.
A partir de la década de 1970 empezó a trabajar para que crímenes contra la humanidad, genocidio y de guerra fueran prohibidos y castigados.
En la película dirigida por Marcel Ophüls The Memory of Justice de 1976, Ferencz sale brevemente cuando es entrevistado junto a Telford Taylor.
Durante su carrera como abogado, Ferencz, participó en varias conferencias sobre la paz como en la Conferencia de Reclamaciones de La Haya (1951 a 1952), una conferencia en Ámsterdam sobre el antisemitismo en Alemania (1960), un consenso sobre la definición del crimen de agresión para la Corte Penal Internacional realizada por el Comité Especial de las Naciones Unidas (1974), en la conferencia del WPLC en Berlín (1985), en el "A Common Sense Guide to World Peace" de la Naciones Unidas (1986), la 45.ª reunión de Núremberg en Washington D. C. (1991), otra reunión de Núremberg en la Universidad de Connecticut (1995) y en la Biblioteca del Congreso, Washington D. C. (1996).
En 1983, Ferencz hizo una aparición pública en televisión a nivel nacional.
En enero de 1986 publicó un artículo en el New York Times sobre el secuestro de terroristas y que si la promesa de Ronald Reagan sobre "acusar, detener y juzgar" las atrocidades se cumplía los Estados Unidos deberían liderar un respeto mayor hacia el estado de derecho. 8 meses después público un artículo "The Road to World Peace" acerca del camino hacia la paz, donde puso como referencia el acuerdo del uso de armas de los expresidentes Jimmy Carter y Gerald Ford y varios representantes de la Unión Soviética.
En junio de 1990, Ferencz, se graduó en la facultad de derecho de la Universidad de Pace.
Según Ferencz, Günther Quandt y su hijo Herbert habrían sido acusados como grandes criminales de guerra, al igual que Alfried Krupp von Bohlen und Halbach, Friedrich Flick y los responsables de I. G. Farben, si los documentos a los que hoy se tiene acceso hubieran estado a disposición de los fiscales en aquella época. También mencionó que Herbert guardó silencio sobre cualquier prueba que pudiera haber sido utilizada para procesarle a él o a su padre.
Ferencz donó $ 1 millón de su propio dinero al Museo Americano del Holocausto. Donó $ 1 millón a la Universidad Yeshiva, a un centro llamado "Benjamin B. Ferencz Human Rights and Atrocity Prevention Clinic".

### Papel en la creación de la Corte Penal Internacional
Las experiencias vividas justo después de la Segunda Guerra Mundial dejaron una huella determinante en Ferencz. Después de 13 años, y bajo la influencia de los sucesos de la guerra de Vietnam, Ferencz dejó el ejercicio privado de la abogacía y en adelante trabajó por la institución de un Tribunal Penal Internacional que sirviera de máxima instancia mundial para las cuestiones de crímenes contra la humanidad y crímenes de guerra.
Cuando The New York Times hizo un artículo en mayo de 1970 sobre el gobierno de Richard Nixon entrevistó a varias personas, entre ellos, Ferencz, dijo que apoyaba al vicepresidente Spiro Agnew, pero que renunciara el secretario de interior Wally Hickel.
En abril de 1982, tras el estallido de la guerra de las Malvinas, Ferencz dijo que el Consejo de Seguridad de las Naciones Unidas debía intervenir si no se resolvía diplomáticamente.
Para Ferencz, en la guerra del Golfo (1990-1991) "no se tomaron medidas para detener a los líderes (George H. W. Bush y Sadam Huseín) responsables de agresión y delitos conexos".
En 1989, el presidente de Trinidad y Tobago, Arthur Robinson pidió a Ferencz y Robert Kurt Woetzel que le ayudaran a redactar una propuesta para que la Asamblea General de la ONU pidiera a la Comisión de Derecho Internacional de la ONU que estudiara la posibilidad de crear el Tribunal Penal Internacional. La resolución se presentó en nombre de Trinidad y Tobago en la Asamblea General de la ONU en junio de 1989.
Este trabajo fue una parte esencial de la base de la Corte Penal Internacional y Ferencz fue invitado cuando la corte llevó a cabo su primer caso. Pronunció el discurso de clausura de la acusación en el primer caso del tribunal penal (contra Thomas Lubanga Dyilo), era la segunda vez que Ferencz tenía un caso en el tribunal y tenía entonces 91 años. Pronunció el discurso de apertura cuando se discutió la creación de la corte en una importante conferencia en Roma en 1998. Argumentó que Estados Unidos debería unirse a la Corte Penal Internacional, incluso en un artículo de The New York Times con Robert S. McNamara (McNamara) fue secretario de Defensa durante la escalada de la participación estadounidense en la guerra de Vietnam y él mismo habría corrido el riesgo de ser procesado).
También publicó varios libros sobre este tema. Ya en su primer libro publicado en 1975, titulado Defining International Aggression-The Search for World Peace, abogaba por la creación de dicho tribunal internacional, aunque a él le parecía que no tenía mucho sentido denunciar la agresión, el terrorismo y otros crímenes contra la humanidad a menos que estos delitos formaran parte de un código penal internacional aceptado y aplicado por un tribunal internacional. De 1985 a 1996, Ferencz también trabajó como profesor adjunto de derecho internacional en la Universidad de Pace en White Plains, Nueva York.
Cuando los delegados de 131 países establecieron el corte penal en 1998, no incluyeron inicialmente la iniciación de guerras de agresión como crimen de guerra. Junto con Whitney Harris y Henry T. King, dos de los otros fiscales de Núremberg, los tres viajaron a la convención de Roma para presionar con éxito para que el tribunal tuviera jurisdicción sobre los instigadores de esas guerras. Michael Scharf describió el papel de los tre en Roma: "Utilizaron su autoridad moral; fueron persistentes, y finalmente los delegados incluyeron una referencia al crimen de guerra de agresión en el estatuto del tribunal".
En 1999 Gregory Stanton fundó la organización Genocide Watch en la cual Ferencz es miembro de su consejo de asesores junto a Samantha Power, Roméo Dallaire y Adama Dieng.
En 2001, Ferencz apoyó las respuestas del abogado Kenneth Roth sobre los comentarios del ex secretario de Estado Henry Kissinger acerca de sus puntos de vista erróneos del derecho internacional y un debate sobre la creación de la Corte.
El 1 de julio de 2002, con la entrada en vigor del Estatuto de Roma de la Corte Penal Internacional, se creó efectivamente una Corte Penal Internacional. Bajo el gobierno de Bush, Estados Unidos firmó el tratado, pero no lo ratificó. El gobierno de George W. Bush concluyó un gran número de acuerdos bilaterales con otros Estados que excluirían a los ciudadanos estadounidenses de ser llevados ante la CPI.
La Corte Penal Internacional se constituyó oficialmente en La Haya el 11 de marzo de 2003 (justamente en el cumpleaños n.° 83 de Ferencz) y fue invitado a una ceremonia realizada por la reina Beatriz de los Países Bajos allí el primer ministro, Jan Peter Balkenende pronunció un discurso de apertura y dijo que era una ocasión muy especial por la presencia de Ferencz y fue homenajeado por los invitados.

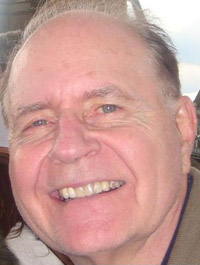
El politólogo Michael Haas, autor de George W. Bush, War Criminal?: The Bush Administration's Liability for 269 War Crimes dónde Ferencz escribió el prólogo.

El 16 de junio de 2003, cuando Luis Moreno Ocampo tomó el cargo como el primer Fiscal Jefe de la Corte Penal Internacional, Ferencz dio un discurso felicitándolo, asegurando de que "el mundo tiene la suerte de haber encontrado a un destacado defensor de los derechos humanos, para que acepte las pesadas responsabilidades que se le han confiado unánimemente" y deseándole buena suerte. En su discurso citó a otros pacifistas como Hugo Grocio, Whitney Harris (que también estuvo presente en la ceremonia), Robert H. Jackson y Elihu Root. Mencionó también de que está seguro de que algún día llegará el momento, en un futuro no muy lejano, en que la compasión, la tolerancia, la comprensión y un estado de derecho más eficaz regirán las relaciones entre las naciones y los pueblos.
Ferencz ha argumentado repetidamente en contra de este procedimiento y ha sugerido que Estados Unidos se adhiera a la CPI sin reservas, ya que es una norma jurídica establecida desde hace tiempo que "la ley debe aplicarse a todos por igual", también en un contexto internacional. En esta línea, ha sugerido en una entrevista concedida el 25 de agosto de 2006 que no solo se debería juzgar a Sadam Huseín (por su ataque en 1990 contra Kuwait), sino también a George W. Bush porque la guerra de Irak la había iniciado Estados Unidos sin permiso del Consejo de Seguridad de la ONU. También sugirió que Bush debería ser juzgado en la Corte Penal Internacional por "269 cargos de crímenes de guerra" relacionados con la Guerra de Irak.
Ferencz escribió el prólogo del libro del analista político Michael Haas, en el que se habla de la posible acusación de la administración Bush por crímenes de guerra, titulado George W. Bush, War Criminal?: The Bush Administration's Liability for 269 War Crimes (George W. Bush, ¿Criminal de Guerra?: La responsabilidad de la administración Bush por 269 crímenes de guerra).
Ferencz elaboró lo siguiente en el libro George W. Bush, War Criminal?: The Bush Administration's Liability for 269 War Crimes:

A primera vista se puede afirmar que Estados Unidos es culpable del crimen supremo contra la humanidad, que es una guerra ilegal de agresión contra una nación soberana.

...

La carta de las Naciones Unidas tiene una disposición que fue acordada por los Estados Unidos, formulada por los Estados Unidos, de hecho, después de la Segunda Guerra Mundial. Dice que, a partir de ahora, ninguna nación puede utilizar la fuerza armada sin el permiso del Consejo de Seguridad de la ONU. Pueden usar la fuerza en relación con la autodefensa, pero un país no puede usar la fuerza en previsión de la autodefensa. En cuanto a Irak, la última resolución del Consejo de Seguridad decía esencialmente: "Miren, envíen a los inspectores de armas a Irak, hagan que vuelvan y nos digan lo que han encontrado... entonces pensaremos qué vamos a hacer". Los Estados Unidos se impacientaron y decidieron invadir Irak, lo cual estaba preacordado, por supuesto. Así que, los Estados Unidos fueron a la guerra, en violación de la carta.

Por invitación del Fiscal General, Ferencz abrió simbólicamente el primer alegato de la fiscalía en la Corte Penal Internacional de La Haya en enero de 2009, situando el trabajo del tribunal en la tradición directa de los juicios de Núremberg. Para Ferencz, es una preocupación que ha surgido de su experiencia personal de la guerra, que el uso de la fuerza armada para lograr objetivos políticos, no importa por quién, "sea castigado como un crimen internacional y nacional".
En mayo de 2010, se proyectó un preestreno del documental Children of War en la histórica cena de apertura de la Conferencia de Revisión de la Corte Penal Internacional en Kampala (Uganda), seguida de un poderoso discurso de Jane Ekayu, asesora en traumas infantiles de Niños de la Guerra. Ferencz estuvo presente con el Secretario General de la ONU, Ban Ki-Moon y Bianca Jagger.
En 2010, Ferencz, participó en una conferencia del proyecto llamado "Iniciativa de Crímenes contra la Humanidad" con miembros de la CPI como Robert Badinter, O-Gon Kwon y Daniel David Ntanda Nsereko.
En 2013, Ferencz declaró una vez más que el "uso de la fuerza armada para obtener un objetivo político debe ser condenado como un crimen internacional y nacional." Ese mismo año, protagonizó el documental The International Criminal Court junto a Luis Moreno Ocampo y la actriz Angelina Jolie.
Ferencz escribió en 2018, en el prefacio de un libro sobre el futuro de la justicia internacional, que "la fabricación de la guerra en sí misma es el crimen internacional supremo contra la humanidad y que debe ser disuadida mediante el castigo universal, dondequiera y cuandoquiera que se detenga a los delincuentes".
Entre 2018 y 2019, Ferencz criticó la  opinión del Consejero de Seguridad Nacional, John Bolton de que la Corte Penal Internacional está muerta o que es una amenaza para los Estados Unidos, diciendo de que Bolton debería irse de manera inmediata.

### Paternidad literaria
Ferencz escribió el libro Less Than Slaves (que gracias a este ganó el National Jewish Book Award en 1980) sobre el trabajo esclavo en la industria alemana y consiguió que Albert Speer comentara los borradores y corrigiera cualquier error. Speer anotó el acuerdo ("acuerdo") en todas las hojas de guion. Los líderes industriales alemanes mintieron cuando negaron el uso de trabajadores esclavos, según Speer. Ferencz ha trabajado por un sistema de compensación para las víctimas de crímenes de guerra. Ferencz publicó otra historia documental en dos volúmenes, An International Criminal Court-A Step Toward World Peace (Un tribunal penal internacional: un paso hacia la paz mundial), que pretendía ser una herramienta que las naciones pudieran utilizar para construir una estructura para la paz.
En 1981 publicó Lohn des Grauens. Die verweigerte Entschädigung für jüdische Zwangsarbeiter. Ein Kapitel deutscher Nachkriegsgeschichte que trata sobre los trabajos forzados en las empresas de industria armamentista tales como Siemens AG y Telefunken. En 1989 publicó Wege zum Weltfrieden: was bisher getan wurde, was zu tun wäre, was man jetzt tun kann (ambos libros están escritos en alemán).
Cuando todavía estaba en Harvard, Ferencz había estudiado jurisprudencia con el profesor Roscoe Pound, uno de los juristas más eruditos del mundo. Los resultados de sus investigaciones se recogieron en otro libro de dos volúmenes, Enforcing International Law-A Way to World Peace, que se publicó en 1983. Para dar a conocer la obra a un público más amplio, condensó lo esencial de su pensamiento en un pequeño y económico libro de bolsillo, A Common Sense Guide to World Peace (Guía de sentido común para la paz mundial), título influenciado por ese gran patriota que fue Tom Paine, cuyo panfleto Common Sense había inspirado la Revolución Americana.
En 1988, Ferencz escribió Planethood con Ken Keyes Jr. para ofrecer medidas prácticas que el ciudadano medio pudiera tomar para ayudar a establecer el derecho internacional e instar a la reforma de la ONU. Recibió la aclamación de los lectores, se imprimieron más de 450.000 ejemplares y sirvió como una "Clave para la supervivencia y la prosperidad" barata y fácil de leer.
En la década de 1990 publicó otros tres libros, World Security for the 21st Century: Challenges and Solutions : a Colloquium Between American and Soviet Legal Experts de 1991, New Legal Foundations for Global Survival: Security Through the Security Council de 1994, este último fue considerado como una obra maestra por el profesor Ved Nanda de la Universidad de Denver. y Can Aggression Be Deterred by Law? del año 1999.

## Últimos años

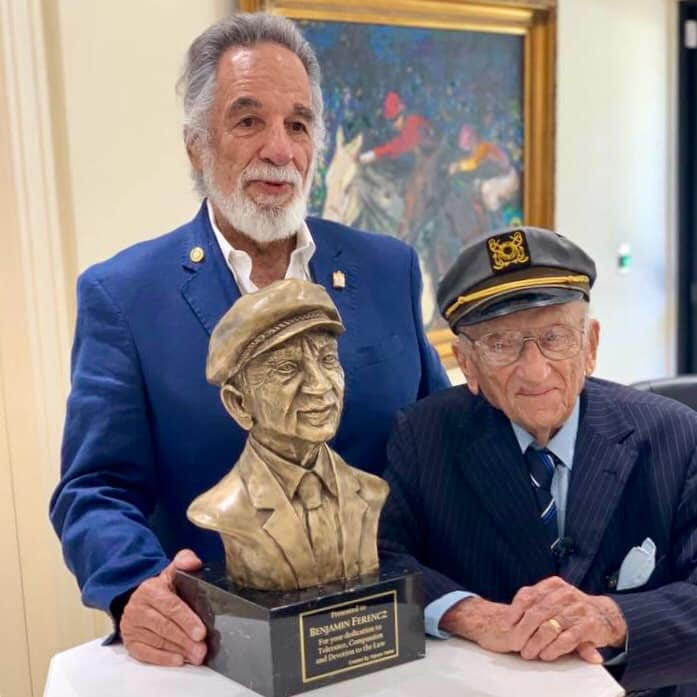
Yaacov Heller presenta a Ferencz su busto en 2019

En 2009, Ferencz fue galardonado con el Premio Erasmus, junto con Antonio Cassese; el galardón se concede a personas o instituciones que han hecho notables contribuciones a la cultura, la sociedad o las ciencias sociales europeas.
El 3 de mayo de 2011, dos días después de que se informara de la muerte de Osama bin Laden, The New York Times publicó una carta de Ferencz en la que argumentaba que "la ejecución ilegal e injustificada -incluso de presuntos asesinos en masa- socava la democracia". También ese año presentó un alegato final en el juicio de Thomas Lubanga en Uganda.
El 16 de marzo de 2012, en otra carta al director de The New York Times, Ferencz saludó la condena de Thomas Lubanga por parte de la Corte Penal Internacional como "un hito en la evolución del derecho penal internacional".
En mayo de 2014, Ferencz participó en un congreso de jueces, abogados y víctimas por la luchas en contra de los criminales contra la humanidad junto a Baltasar Garzón, Eugenio Raúl Zaffaroni, Estela de Carlotto, Carlos Slepoy. En este evento debatió sobre la justicia universal con Garzón y Shirin Ebadi.
En abril de 2017, el municipio de La Haya anunció la denominación del sendero junto al Palacio de la Paz como Benjamin Ferenczpad ("Sendero de Benjamin Ferencz"), calificándolo como "una de las figuras de la justicia internacional". La teniente de alcalde Saskia Bruines (Asuntos Internacionales) viajó a Washington para entregar simbólicamente la placa de la calle a Ferencz. El cartel fue inaugurado el 15 de mayo de 2017 por Ferencz, de 97 años, y el teniente de alcalde Bruines en compañía de un grupo de alumnos de la "Escuela Duinoord" local, que estaban trabajando en un proyecto sobre derechos humanos. En el libro del abogado Gregory Gordon Atrocity Speech Law, publicado en ese mismo año, Ferencz escribió el prólogo del libro.
En 2018, Ferencz fue objeto de un documental sobre su vida, Prosecuting Evil, del director Barry Avrich, que estuvo disponible en Netflix.
El 20 de junio de 2019, el artista y escultor Yaacov Heller rindió homenaje a Ferencz -presentándole un busto creado por él- conmemorando su extraordinaria vida dedicada a la prevención del genocidio.
En los Aurora Prize for Awakening Humanity tanto como 2019 y 2020, Ferencz fue nombrado junto al actor George Clooney presidente honorario del comité.
El 16 de enero de 2020, The New York Times publicó la carta de Ferencz en la que denunciaba el asesinato del general iraní Qasem Soleimani, no nombrado en la carta, como una "acción inmoral [y] una clara violación del derecho nacional e internacional". Dos meses después se convirtió en centenario. Seis meses después, el 7 de septiembre, se estrenó el documental Two Heads Are Better Than One: Making of the Ben Ferencz Bust, protagonizado por Ferencz y el escultor Yaacov Heller, producido por Eric Kline Productions y dirigido por Eric Kline.
El 17 de diciembre de 2020, Benjamin Ferencz fue condecorado con el título de "Miembro Honorario Distinguido de la CPI" y su busto, creado por Heller, fue descubierto para ser alojado permanentemente en la Corte Penal Internacional de La Haya.
El 22 de junio de 2021, se convirtió en el primer receptor del Premio Pahl de la Paz en Liechtenstein.
En marzo de 2022, se reprodujo un clip de audio de Ben Ferencz durante la undécima sesión especial de emergencia de la Asamblea General de las Naciones Unidas y posteriormente concedió una entrevista al programa The World Tonight de la BBC Radio 4 sobre la invasión rusa de Ucrania. También dice que Vladímir Putin debería estar "entre rejas" por sus crímenes de guerra, y dice que tiene "el corazón roto" por las atrocidades en Ucrania.
El 7 de abril de 2022, el gobernador de Florida, Ron DeSantis, concedió a Ferencz la Medalla de la Libertad del Gobernador en una ceremonia celebrada en la Florida Atlantic University. En septiembre de 2022, Ferencz apareció en el documental de Ken Burns The U.S. and the Holocaust.
En enero de 2023, Ferencz apareció en el documental de David Wilkinson, Getting Away with Murder(s).
En marzo de 2023, en la que sería una de sus últimas apariciones públicas, Ferencz presentó un videoclip de bienvenida a los participantes en The Nuremberg Principles: The Contemporary Challenges Conference, patrocinada por el Instituto de Investigación Política y Estudios Católicos de la Universidad Católica de América.

## Vida personal y fallecimiento
Mientras estaba de servicio del cuartel del general Patton, Ferencz conoció a la actriz y cantante Marlene Dietrich, cuando esta hizo una visita allí, ambos tuvieron un almuerzo juntos con una docena de oficiales y ella le dio su tarjeta de visita a Ferencz con título de la película que había protagonizado con James Stewart en 1939 Destry Rides Again.
Ferencz se casó con su novia de la adolescencia, Gertrude Fried, en Nueva York en 1946. Estuvieron casados durante más de 70 años, "sin una sola disputa", hasta la muerte de ella en 2019. Tuvieron cuatro hijos.
Su hija Nina, también es abogada y pertenece a la Agencia de Protección Ambiental en Nueva York, su hija Keri trabajó computación en la Universidad de California en Berkeley, su hijo Robin recibió una maestría en la Universidad de Stanford y su hijo Donald trabajó en empresas de abogacía.
Su hijo Donald M. Ferencz también es un colaborador suyo en la lucha por la paz y ha salido con él en algunas entrevistas.
En sus últimos años hasta su muerte, Ferencz, había sido residente en Delray Beach en el Condado de Palm Beach en el Estado de Florida. En 2019 Ferencz criticó al presidente Donald Trump.
Ferencz falleció en una residencia asistida de Boynton Beach, Florida, el 7 de abril de 2023, a la edad de 103 años. Fue el último fiscal superviviente de los Juicios de Núremberg desde la muerte de Whitney Harris.

## Premios y distinciones

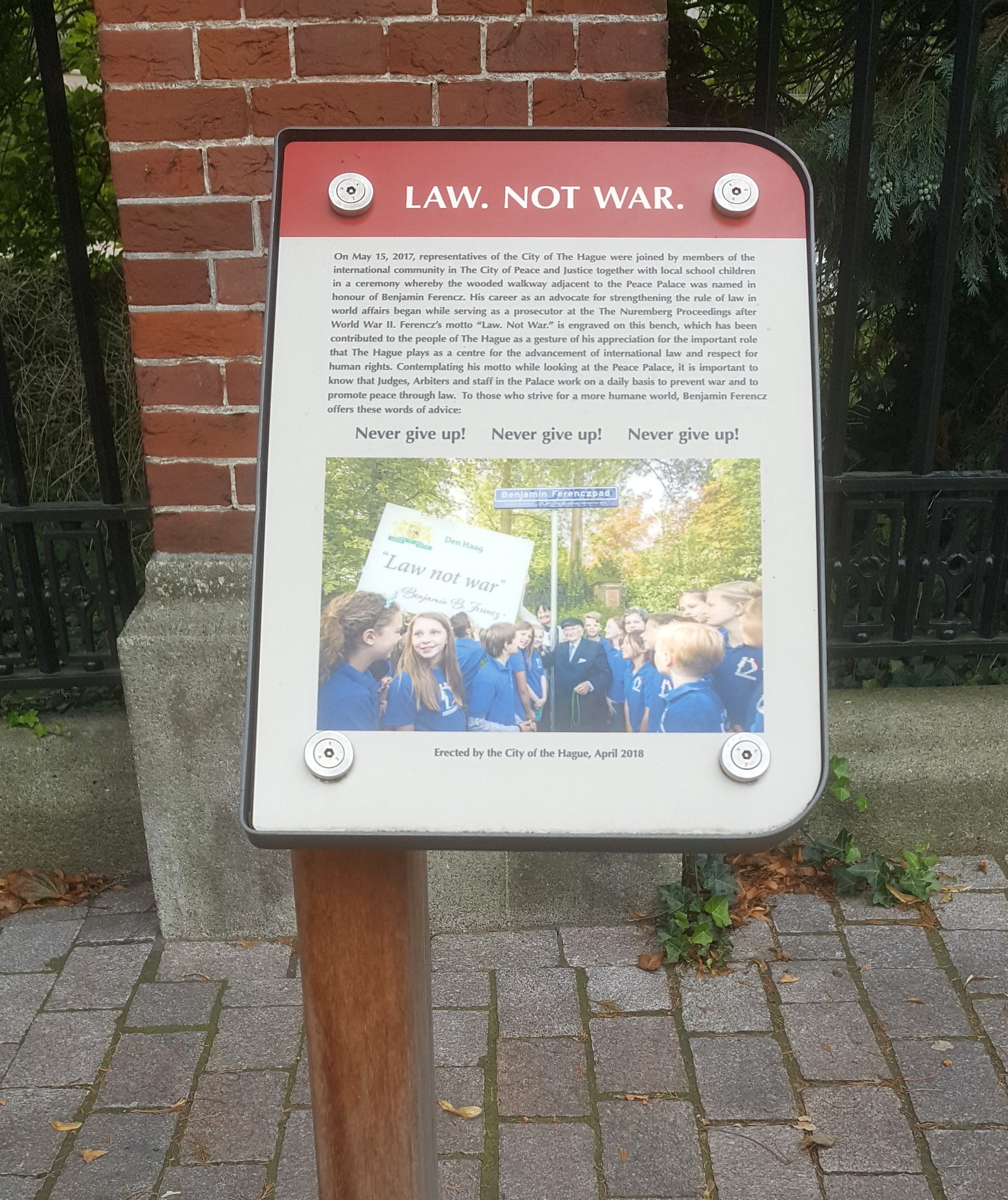
El camino peatonal Benjamin Ferenczpad en La Haya con su lema "Ley. No la guerra"

- 1980: Premio Nacional del Libro Judío por Less than slaves.[290]
- 1999: Premio de derechos humanos de la Universidad de McGill.[291]
- 2009: Premio Erasmus (junto con el profesor de derecho Antonio Cassese).
- 2010: Gran Cruz del Mérito de la República Federal de Alemania por su compromiso de toda la vida con el derecho internacional.[292]
- 2013: Junto con la Corte Penal Internacional, la Deutsche Gesellschaft für die Vereinten Nationen le otorgó la Medalla de Honor Dag-Hammarskjöld.[293]
- 2014: Medalla de la libertad de la Escuela de Derecho Harvard.[294]
- 2015: Junto con Thomas Buergenthal, el Museo Conmemorativo del Holocausto de los Estados Unidos le otorgó el premio Elie Wiesel.[295]
- 2015: Legión de Honor.[296]
- 2017: El Ayuntamiento de La Haya ha nombrado un camino peatonal en el Palacio de la Paz (Benjamin Ferenczpad) en honor a Ferencz.[297]
- 2018: Medalla de Honor de la Asociación Internacional de Fiscales.[298]
- 2018: Premio Martin Luther King Jr. a la paz no violenta (junto al también abogado Bryan Stevenson).[299]
- 2018: Premio Eleanor Roosevelt (junto con la abogada y política Hillary Clinton).[300]
- 2019: Premio Ana Frank.[301]
- 2019: Fue galardonado con la "Medalla del Presidente" (Premio del Rector) del City College de Nueva York.[302]
- 2020: Fue nombrado Miembro Honorario Distinguido de la Corte Penal Internacional.
- 2021: Doctorado honoris causa por la Facultad de Derecho de la Universidad de Colonia.[303]
- 2021: Galardonado con el Premio Pahl de la Paz en Liechtenstein.
- 2022: Medalla de la Libertad del Gobernador del Estado de Florida.

Fue nominado para el Premio de la Paz 2019 por la profesora Hope May (en la Universidad de Míchigan Central), quien ha nominado a Ferencz varias veces antes. Se dan más detalles en el sitio web Nobel Peace Prize Watch dirigido por Fredrik S. Heffermehl. En 2020, el Partido Rojo nominó a Ferencz para el Premio Nobel de la Paz.

## Documentales y entrevistas
En una reseña del American Journal of International Law del libro del escritor y abogado Alfred-Maurice de Zayas The Wehrmacht War Crimes Bureau, 1939–1945, Ferencz puso:

Todas las víctimas de la inhumanidad, independientemente de su nacionalidad, raza o credo, deberían tener derecho a la misma protección de la ley. El principal objetivo declarado de esta interesante y bien escrita obra es minimizar las violaciones del derecho internacional en cualquier conflicto armado futuro. Para lograr ese objetivo, no basta con saber que las normas son a menudo violadas por todos los bandos. Los estadounidenses aprendieron esa lección en My Lai. Debe haber una mejora continua de los códigos para adaptarse a los modos cambiantes de la guerra. Hay que inculcar y aceptar los valores humanitarios, incluso en tiempos de guerra. Y lo que es más importante, debe haber una maquinaria judicial más segura, objetiva y eficaz, nacional e internacional, para mejorar la aplicación del derecho internacional y las reglas de la guerra. El libro de Zayas arroja luz sobre un problema que aún no se ha resuelto.

En otra reseña de otro libro de Zayas titulado Nemesis at Potsdam puso:

El autor, utilizando eficazmente mapas y fotografías, traza la historia de los expulsados. Ayudados por los fondos del Plan Marshall, los millones de desplazados, que seguían añorando su tierra natal, reconocieron la inutilidad de recurrir a la fuerza y se dedicaron a trabajar duro para reconstruir sus vidas mediante la absorción en una sociedad democrática y pacífica. La Conferencia de Helsinki de 1975 reconoció, en efecto, que la línea de demarcación provisional Oder-Neisse implicaba una anexión de facto. La lección que se desprende de este registro histórico bien organizado y conmovedor no es simplemente que la retribución que penaliza a seres humanos inocentes se convierte en injusticia, sino que la aceptación de las realidades políticas puede ser un mejor camino para la realización humana que el camino de la violencia Alfred de Zayas ha escrito un comentario persuasivo sobre el sufrimiento que se hace inevitable cuando el humanitarismo se subordina al nacionalismo.

Ferencz era joven al final de la Segunda Guerra Mundial y es el más longevo de los juicios de Núremberg. A través de la elocuencia, numerosas entrevistas y participación en conferencias sobre Núremberg, es quien en particular ha contribuido a la atención pública y al conocimiento del arreglo legal.

Nunca estuve convencido de que esta [guerra] fuera necesaria, nunca. Y visité los viejos cementerios de la Primera Guerra Mundial en Verdun y los campos de batalla en Marne. Y la conclusión es siempre la misma. Debemos terminar la guerra. Debemos dejar de glorificar la guerra. Debemos darnos cuenta de que la guerra es terrible.
Ferencz

En una entrevista concedida en 2005 a The Washington Post, reveló algunas de sus actividades durante su estancia en Alemania para mostrar lo diferentes que eran las normas jurídicas militares de la época:

Alguien que no estuviera allí nunca podría comprender realmente lo irreal de la situación... Una vez vi cómo los desplazados golpeaban a un hombre de las SS y luego lo ataban a la camilla de acero de un crematorio. Lo metieron en el horno, encendieron el calor y lo volvieron a sacar. Lo golpearon de nuevo y lo volvieron a meter hasta que se quemó vivo. No hice nada para impedirlo. Supongo que podría haber blandido mi arma o haber disparado al aire, pero no estaba dispuesto a hacerlo. ¿Me convierte eso en cómplice de asesinato?¿Sabe cómo conseguía las declaraciones de los testigos? Iba a un pueblo donde, por ejemplo, un piloto estadounidense había saltado en paracaídas y había sido golpeado hasta la muerte y ponía a todos contra la pared. Luego decía: "Cualquiera que mienta será fusilado en el acto". Nunca se me ocurrió que las declaraciones tomadas bajo coacción fueran inválidas.

Ferencz citó a la viceconsejera jurídica británica del Ministerio de Asuntos Exteriores que dimitió repentinamente antes de que comenzara la guerra de Irak, declarando en su carta de dimisión:

Lamento no poder estar de acuerdo con la legalidad del uso de la fuerza contra Irak sin una segunda resolución del Consejo de Seguridad. [Un uso ilegal de la fuerza a tal escala equivale al crimen de agresión; tampoco puedo estar de acuerdo con tal acción en circunstancias tan perjudiciales para el orden internacional y el estado de derecho.

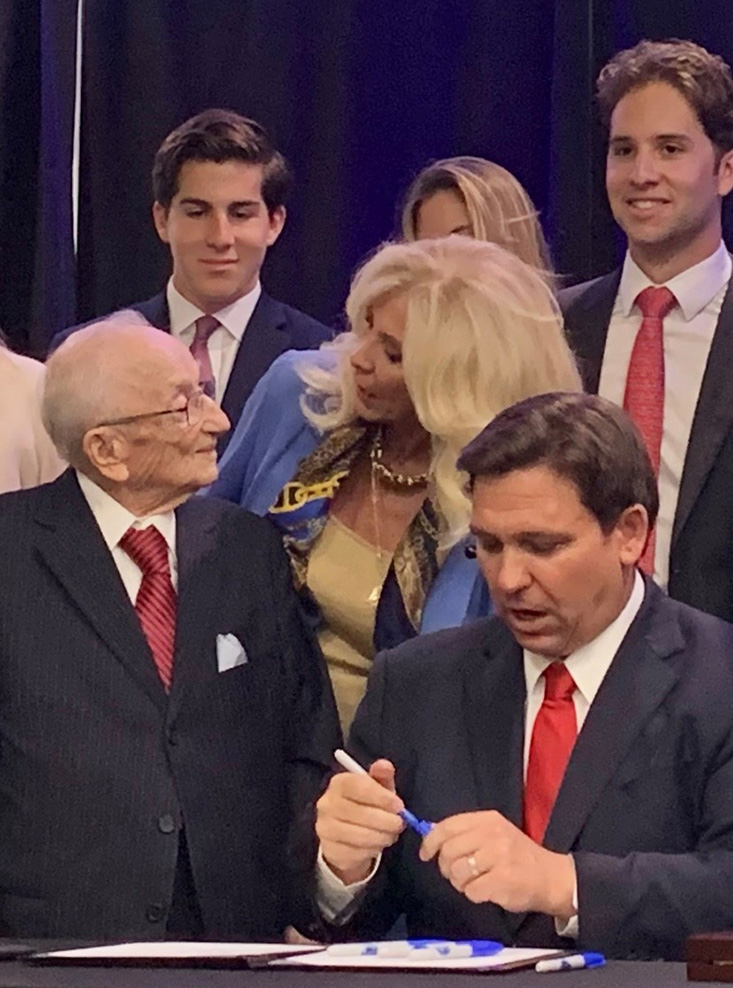
Ferencz junto al Gobernador de Florida, Ron DeSantis y Maria Sachs

En la película de 2014 Watchers of the Sky describe a Ferencz, Raphael Lemkin (el principal de la película), Samantha Power, Luis Moreno Ocampo y Emmanuel Uwurukundo.
Ferencz fue entrevistado por Lesley Stahl, del programa 60 Minutos, sobre su papel en los Juicios de Núremberg.
Ferencz fue entrevistado para el documental de Michael Moore de 2018, Fahrenheit 11/9 sobre Donald Trump. Ferencz cree que la práctica de la administración Trump de separar a los niños de sus padres cuando habían ingresado ilegalmente al país debe caracterizarse como un crimen de lesa humanidad.
En 2020, cuando cumplió 100 años, el periodista suizo Philip Gut publicó una biografía del Jahrhundertzeuge. Ben Ferencz. Chefankläger der Nürnberger Prozesse und leidenschaftlicher Kämpfer für Gerechtigkeit. («Testigo del siglo. Ben Ferencz. Fiscal en los juicios de Núremberg y apasionado luchador por la justicia.»).
En 11 de noviembre de 2020, el realizador de documentales estadounidense Ashton Gleckman hizo un minidocumental titulado I Am the Last Surviving Prosecutor of the Nuremberg Trials, en donde Ferencz cuenta su historia en los Juicios de Núremberg, al final de la entrevista Ferencz dijo:

Tres palabras: la ley no guerra. Si se puede hacer eso, se ahorrarán miles de millones de dólares cada día que se pueden utilizar para atender los legítimos agravios de toda la gente que lo necesita, la atención médica, los estudiantes que tienen que pagar su matrícula, todos los legítimos agravios que podrían resolverse si no gastáramos dinero en armas para matarlos en lugar de ayudarlos. Este es el sistema actual. Ahora, cómo vas a terminar, te diré cómo hacerlo, y el principio que me ha guiado. Hay tres principios. Uno: nunca te rindas. Dos: nunca te rindas. Tres: .... Te escucho. Nunca te rindas.